# Автономное здание
Автономные здания проектируются и строятся для эксплуатации независимо от инфраструктуры, коммунальных услуг, таких как электрические сети, газовые сети, муниципальные системы водоснабжения, системы очистки сточных вод, ливневые стоки, услуги связи, а в некоторых случаях, дороги общего пользования.

## Описание
Сторонники автономного строительства описывают преимущества, заключающиеся в снижении влияния зданий на окружающую среду, повышение безопасности и снижение стоимости обслуживания. Некоторые приведённые преимущества удовлетворяют принципам зеленого строительства, а не инфраструктурной независимости как таковой. Автономные здания часто очень мало полагаются на общественные службы обеспечения и поэтому являются более безопасными и комфортными во время стихийного бедствия, общественных беспорядков или военных действий.
Недостатки: полной автономии здания очень сложно достичь и проживание в нём требует изменения образа жизни (в частности, при осуществлении автономного электроснабжения, которого достаточно легко достичь, увеличивается экономия использования электрических приборов, что не всегда удобно).
Строительство автономных домов ведётся с учётом местоположения и климатических особенностей. Альтернативные источники электроэнергии с аккумуляторными батареями, собственная канализация, теплоснабжение, регулирование приточной вентиляции и множество других конструктивных особенностей автономного дома требует в некоторой степени нестандартного конструктива и постоянных экспериментов, обслуживания и дополнительных расходов.